# Serropalpus valdivianus
Serropalpus valdivianus là một loài bọ cánh cứng trong họ Melandryidae. Loài này được Philippi miêu tả khoa học năm 1859.